# Gunvor Sjökvist
Gunvor Margareta Sjökvist, född 29 september 1912 i Bäck i Sunne socken i Värmlands län, död 11 mars 2016 i Sunne, var en svensk målare.
Hon var dotter till folkskolläraren AW Sjökvist och Hilma Katarina Jansson och från 1950 gift med konstnären Pelle Gunnar Wilhelm Nilsson. Sjökvist studerade först vid en reklamskola innan hon inledde sina konststudier vid Otte Skölds målarskola 1943–1944 därefter studerade hon vid Signe Barths målarskola 1947 och under studieresor till Danmark och Norge. Tillsammans med Dagny Schönberg ställde hon ut i Sundsvall 1947 och tillsammans med sin man ställde hon ut i Bäckalunda, Värmland 1950. Hon medverkade i samlingsutställningar arrangerade av Norra Värmlands konstförening i Torsby. Hennes konst består av stilleben och landskapsmotiv.